# Anarchaea corticola
Anarchaea corticola is een spinnensoort in de taxonomische indeling van de Pararchaeidae.
Het dier behoort tot het geslacht Anarchaea. De wetenschappelijke naam van de soort werd voor het eerst geldig gepubliceerd in 1969 door Hickman.